# Transportujuća ATPaza molibdata
Transportujuća ATPaza molibdata (EC 3.6.3.29) je enzim sa sistematskim imenom ATP fosfohidrolaza (import molibdata). Ovaj enzim katalizuje sledeću hemijsku reakciju
ATP + 2O + molibdatout {\displaystyle \rightleftharpoons } ADP + fosfat + molibdatin
Ova ATPaza ABC-tipa je karakteristična po prisustvu dva slična ATP-vezujuća domena.

## Spoljašnje veze
- Molybdate-transporting+ATPase на 